# Mundóval
Mundóval es un lugar del municipio español de Valle de Manzanedo, perteneciente a la provincia de Burgos, en la comunidad autónoma de Castilla y León.

## Toponimia
El nombre del lugar puede encontrarse escrito con las grafías Mundóval, Mundóbal, Mudóval y Mudóbal.

## Historia
Hacia mediados del siglo XIX, el lugar, ya por entonces perteneciente al municipio de Valle de Manzanedo, tenía contabilizada una población de 11 habitantes. Aparece descrito en el undécimo volumen del Diccionario geográfico-estadístico-histórico de España y sus posesiones de Ultramar de Pascual Madoz con las siguientes palabras:

MUDOBAL: l. en la prov., dióc., aud. terr. y c. g. de Burgos (12 1/2 leg.), part. jud. de Villarcayo (2) y ayunt. del valle de Manzanedo (1/4). sit. en un hondo dominado por alturas inmediatas, donde reina principalmente el viento S.; el clima es frio, y las enfermedades mas comunes las catarrales. Tiene 3 casas, una fuete de buenas aguas cerca del pueblo, de las cuales se surten los vec. para beber y demas usos; una igl. parr. (La Asuncion), agregada á la de Villasopliz, y un cementerio contiguo y aquella. Confina el térm. N. granja de la Villota; E. San Martin del Rojo; S. Manzanedo, y O. Villasopliz. El terreno es secano y en las cuestas delgado; le baña un arroyo que desciende del térm. de dicho Villasopliz; hay muchas canteras de piedra, aunque sin uso, y un monte conocido con el nombre de Bardal. poblado de encinas y robes. caminos: los de pueblo á pueblo, y la correspondencia la reciben en Villarcayo los mismos interesados prod.: trigo, cebada, patatas y legumbres en corta cantidad; cria ganado de todas clases pero poco, y caza de perdices en abundancia y alguna que otra liebre. ind.: la agrícola. pobl.: 3 vec., 11 alm. cap. prod.: 52,300 rs. imp.: 5,152.
(Madoz, 1848, p. 670)

El lugar, que no figura en el Nomenclátor del Instituto Nacional de Estadística, sigue perteneciendo en la actualidad al municipio de Valle de Manzanedo.